# Orimarga omeina
Orimarga omeina là một loài ruồi trong họ Limoniidae. Chúng phân bố ở miền Cổ bắc.